# Stygobromus ambulans
Stygobromus ambulans is een vlokreeftensoort uit de familie van de Crangonyctidae. De wetenschappelijke naam van de soort is voor het eerst geldig gepubliceerd in 1846 door F. Müller.